# Fujisawa Loser
Fujisawa Loser (藤沢ルーザー) je vodeći singl japanskog rock sastava Asian Kung-Fu Generation s njihovog šestog studijskog albuma Surf Bungaku Kamakura. Singl je objavljen 15. listopada 2008. te se nalazio na šestom mjestu Oriconove ljestvice. Tekst pjesme je napisao pjevač Masafumi Goto, a spot je režirao Naoto Nakanishi. Pjesmu Hello Hello s B-strane su snimili u suradnji s američkim rock sastavom The Rentals

## Popis pjesama
1. Fujisawa Loser (藤沢ルーザー)
2. Hello Hello

## Produkcija
- Masafumi Goto - vokal, gitara
- Kensuke Kita - gitara, prateći vokal
- Takahiro Yamada – bas, prateći vokal
- Kiyoshi Ijichi – bubnjevi
- Asian Kung-Fu Generation – producent

## Ljestvice
| Ljestvica (2008.)                 | Najviša pozicija |
| --------------------------------- | ---------------- |
| Oricon                            | 6                |
| Japan Hot 100                     | 5                |
| Billoard Japan Adult Contemporary | 6                |